# شبه جزيرة ملايو

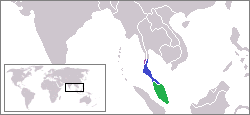
موقع شبه جزيرة ملايو على خريطة العالم

شبه جزيرة ملايو (ملايو-جاوي: سمننجوڠ تانه ملايو) هي الإقليم الغربي من الاتحاد الماليزي، ويسكن حوالي ثلثي سكان ماليزيا في هذا الإقليم، وذلك بسبب سيادة الجبال على الإقليم الآخر . يعمل معظم سكان شبه جزيرة الملايو في الزراعة ، وذلك بسبب المناخ الاستوائي الموسمي هناك، والذي يساهم في وجود كثرة الأمطار وبالتالي كثرة المياه، مما يؤدي لكثرة الأراضي الزراعية .

## أماكن سياحية
1. جنتنج هاي لاند (مدينة ألعاب ترفيهية)
2. كاميرون هاي لاند (منطقة ترفيهية)

## أعلام
- توشيو كورواوا